# Горжава, Милослав (младший)
Милослав Горжава (чеш. Miloslav Hořava; 27 ноября 1982, Кладно, Чехословакия) — чешский хоккеист, нападающий. Чемпион Швеции 2007 года, чемпион Чехии 2015 года. Его последним клубом был немецкий «Ландсхут».

## Биография
Милослав Горжава начал свою хоккейную карьеру в клубе «Кладно». Играл также в аренде в командах «Карловы Вары» и «Бероуншти Медведи». В 2005 году перебрался в шведский «МОДО», в составе которого стал чемпионом Швеции 2007 года. После чемпионского сезона переехал в Россию, играл за череповецкую «Северсталь». После окончания сезона 2007/08 перешёл в новокузнецкий «Металлург». В 2010 году вернулся в Чехию, играл в Экстралиге за «Били Тигржи», «Оцеларжи» и «Комету». В концовке сезона 2014/15 чешской Экстралиги Горжава перешёл в «Литвинов», тренером которого был его отец, известный чехословацкий хоккеист Милослав Горжава. В «Литвинове» он завоевал золото чешского чемпионата и продлил контракт с клубом. В конце 2017 года перешёл из «Литвинова» в родной «Кладно». После того, как «Кладно» в сезоне 2017/18 не пробился в Экстралигу, Горжава перебрался в Германию, где выступает по настоящее время за клуб «Ландсхут». Набрав 68 очков в 56 матчах сезона, Горжава сыграл ключевую роль в победе «Ландсхута» в Оберлиге (3-я немецкая лига).

## Достижения
Чемпион Швеции 2007
 Чемпион Чехии 2015
 Чемпион Оберлиги 2019

## Статистика
- Чешская Экстралига — 430 игр, 176 очков (100+76)
- Шведская лига — 130 игр, 50 очков (30+20)
- КХЛ — 91 игра, 31 очко (18+13)
- Российская суперлига — 64 игры, 29 очков (13+16)
- Швейцарская лига —  6 игр
- Чешская первая лига — 181 игра, 105 очков (57+48)
- Немецкая третья лига — 56 игр, 68 очков (29+39)
- Сборная Чехии — 29 игр, 11 очков (7+4)
- Лига чемпионов — 6 игр, 1 передача
- Европейский трофей — 2 игры
- Всего за карьеру — 995 игр, 471 очко (254 шайбы + 217 передач)